# CSS Tennessee (1863)
Броненосец «Теннесси» (англ. Tennessee) — казематный броненосец, служивший во флоте Конфедеративных Штатов Америки и позднее — во флоте США, во время Гражданской Войны в Америке. Второй корабль с таким названием во флоте КША. Являлся сильнейшим броненосцем, построенным южанами с нуля и вошедшим в состав флота Конфедерации. Участвовал в боевых действиях при обороне порта Мобил, где ввиду недостатков конструкции был выведен из строя и захвачен превосходящими силами северян. После ремонта был включён северянами в состав своего флота. Списан в 1867 году.

## История
После демонстрации эффективности броненосных кораблей в сражении на Хэмптонском Рейде, штаты Конфедерации организовали постройку большого числа разнотипных броненосцев для обороны своих стратегических портов и действий против флота северян.
Большое значение южане уделяли обороне порта Мобил в штате Алабама. После потери южанами Флориды и Нового Орлеана летом 1862 года, Мобил оставался их единственным значимым портом на всём побережье Мексиканского залива, через который быстроходные пароходы могли ввозить жизненно важное для Конфедерации военное снаряжение из-за границы. Захват Мобила северянами привел бы к полному кризису снабжения конфедеративной армии на всём Западном театре военных действий.
Осознавая это, южане уделяли большое внимание как фортам и минным заграждениям Мобила, так и постройке боевых кораблей для защиты порта. В 1862—1863 гг. ими были построены два небольших броненосных тарана CSS «Хантсвилль» и CSS «Тускалуза». Очень тихоходные, и вооружённые всего одной пушкой, эти корабли были явно малополезны, и осенью 1862 года на верфи в Сельме был заложен новый, гораздо более сильный броненосец, получивший название «Теннесси». Строительство его шло медленно: практически лишенная собственной промышленности, Конфедерация испытывала жесточайший дефицит металла, станков, машиностроительного оборудования и опытного персонала. Строительный персонал не проявлял особого энтузиазма или патриотизма, устраивая забастовки из-за недостаточной оплаты. Адмирал конфедеративного флота Фрэнклин Бьюкенен писал в своем письме военно-морскому министру Мэллори:
«Работы на „Теннесси“ продолжаются уже несколько недель, так быстро, как только может обеспечить мистер Пирс. Много задержек происходит из-за нехватки броневых плит и болтов. Оказалось невозможным забронировать оба борта корабля одновременно, так как корабль должен быть накренен на несколько футов, чтобы можно было установить броню… Я посещал строящиеся „Нэшвилл“ и „Теннесси“ недавно, и, чтобы проконтролировать работу механиков, я рекрутировал их всех во флот и обязал работать под моим руководством. До этого они вели себя очень независимо и бросали работу как только им хотелось.»

## Конструкция
«Теннесси» имел типичную для броненосцев южан конструкцию: он был низкобортным, с гладкой палубой невысоко над водой, и установленным на палубе бронированным казематом с наклонными стенками, предназначенным для расположения артиллерии. Его полное водоизмещение составляло 1293 тонны. Он имел длину 63,7 метра, ширину 14,6 метров и осадку 4,6 метра, позволявшую ему достаточно эффективно оперировать на мелководье. По размерам он был несколько меньше строившихся параллельно с ним мониторов северян.

### Вооружение
Артиллерийское вооружение «Теннесси» было расположено в защищённом бронёй каземате на палубе корабля. Броненосец был довольно сильно вооружен по меркам того времени: его вооружение состояло из двух 178-миллиметровых нарезных дульнозарядных орудий Брукса, установленных в передней и задней частях каземата, и четырёх 163-миллиметровых нарезных дульнозарядных орудий Брукса, стрелявших через бортовые порты. Все орудия корабля могли быть наведены на борт; 178-мм орудия в оконечностях способны были также вести погонный и ретирадный огонь через порты в торцевых стенках.
Нарезные орудия броненосца обладали большей дальнобойностью, чем гладкоствольные пушки северян, но стреляли значительно более лёгким снарядом, и на малых дистанциях боя (единственно возможных для броненосцев в то время) уступали тяжёлым гладкоствольным орудиям в дульной энергии. Кроме того, из-за сильного наклона стенок каземата, орудийные порты были расположены неудобно и имели очень ограниченные сектора обстрела.
Как и все броненосцы южан, «Теннесси» был оснащен массивным чугунным тараном в носовой части. Однако, из-за очень небольшой скорости броненосца, его ценность как тарана была сомнительна. В отличие от кораблей Конфедерации, строившихся в Чарльстоне, «Теннесси» не был оснащен шестовой миной.
По некоторым данным, «Теннесси» был оснащен специальными трубами для подачи кипятка из котлов на крышу каземата; эти приспособления предполагалось использовать для отражения возможного абордажа.

### Броневая защита
Броневая защита «Теннесси», в отличие от остальных броненосцев Конфедерации, состояла не из двух, а из трёх слоев наложенных друг на друга кованых железных плит. Плиты, также в отличие от других кораблей — были заказаны и изготовлены на заводе, а не получены путём прокатки старых железнодорожных рельсов.
Наиболее мощную защиту имел артиллерийский каземат на палубе броненосца. Он был защищён тремя слоями плит, общей толщиной 150 миллиметров, на толстой деревянной подкладке. Слоистая броня, впрочем, обеспечивала меньшую защиту, чем сплошные плиты эквивалентной толщины; чтобы компенсировать этот недостаток, южане сделали стенки каземата наклонными под углом в 45 градусов. Эквивалентная толщина защиты теоретически равнялась 212 миллиметрам вертикальной брони. На практике, из-за применения слоистой брони, защита броненосца была слабее.
Крыша каземата, с учётом опыта слабой вентиляции на предшествующих броненосцах южан, была сделана решетчатой. Орудийные порты закрывались железными броневыми ставнями, подвешенными на центральном штыре: перед выстрелом, ставни проворачивались в горизонтальное положение, открывая порт, а после выстрела — опускались под собственной тяжестью. Броневая рубка пирамидальной формы была установлена на крыше каземата и являлась продолжением его конструкции.
Борта «Теннесси» были защищены двумя слоями железных плит, общей толщиной до 100 миллиметров. Палуба корабля была забронирована одним слоем 53 миллиметровых железных плит. «Теннесси», таким образом, был самым защищённым из всех броненосцев, построенных конфедератами, но в его защите был фатальный недостаток: по какому-то недосмотру, цепи привода руля проходили открыто прямо по кормовой палубе и не были ничем защищены. Этот недостаток сыграл критическую роль в судьбе броненосца.

### Силовая установка
«Теннесси» приводился в движение двумя паровыми машинами, работающими на единственный винт. Пар обеспечивали четыре котла паровозного типа. Как и практически у всех броненосцев южан, машины корабля были слишком слабы: на мерной миле броненосец с трудом развил семь узлов, а в полном грузу скорость его не превышала пяти. Кроме того, по отзывам экипажа, «Теннесси» оказался крайне тяжёл в управлении и неповоротлив.

## Служба

### Во флоте КША
После всех задержек, «Теннесси» был принят в состав флота 16 февраля 1864 года. Старый речной броненосец «Балтик» отбуксировал корабль вниз по реке к Мобилу, где тот был укомплектован и снаряжен для боевых действий. Южане спешили; положение на фронтах ухудшалось непрерывно, река Миссисипи перешла под контроль северян и атака на Мобил была явно вопросом ближайшего будущего.
Командование кораблем было поручено коммодору Джеймсу Д. Джонстону. Вместе с меньшими броненосцами и деревянными канонерскими лодками, «Теннесси» составил основу отряда адмирала Бьюкенена, которому была поручена защита залива Мобил. При снаряжении корабля, южане столкнулись с значительными проблемами, решить которые полностью так и не удалось: главной проблемой было отсутствие обученного экипажа, так как Конфедерация почти не имела ни опытных моряков, ни инженеров.
Из-за слишком большой осадки, броненосец оказался неспособен поначалу преодолеть песчаные наносы на входе в залив Мобил. Чтобы перевести «Теннесси» через них, пришлось сделать для него специальные навесные понтоны, откачав из которых воду можно было приподнять броненосец. Понтоны были уже готовы, когда произошедший пожар привел к тому, что всю работу пришлось начинать заново. Все эти задержки привели к тому, что «Теннесси» был готов к переходу в залив только в начале мая.
18 мая, «Теннесси», наконец, был готов к переходу. Адмирал Бьюкенен — который в 1862 году командовал знаменитой «Вирджинией» на Хэмптонском рейде — рассчитывал тайно пройти в залив ночью, и застать врасплох осуществлявшие блокаду порта корабли северян. Однако, он не учел сильного отлива: когда «Теннесси» уже преодолел песчаные наносы, и избавился от понтонов, готовясь к бою, вода оказалась слишком мелка и корабль сел на мель. Утром северяне обнаружили броненосец, и элемент внезапности был утрачен. С трудом снявшись с мели, «Теннесси» перешёл к форту Морган, где и занял позицию.

### Битва в заливе Мобил
5 августа 1864 года, флот федералов под командованием адмирала Дэвида Фаррагута атаковал Мобил, прорываясь в залив мимо фортов и заграждений. Эскадра Фаррагута состояла из четырнадцати деревянных винтовых корветов, шлюпов и канонерских лодок, и четырёх мониторов; последние были затребованы адмиралом именно для борьбы с «Теннесси», о присутствии которого северянам было хорошо известно.
В начале боя конфедеративный броненосец стоял за минными заграждениями у форта Морган. Когда корабли Фаррагута пошли на прорыв мимо форта, «Теннесси» двинулся вперед и попытался атаковать флагман Фаррагута — винтовой корвет «Хартфорд». Броненосцу удалось добиться нескольких попаданий в корабль северян, но попытка тарана оказалась безуспешна из-за малого хода и плохой управляемости «Теннесси». Это в некоторой степени компенсировалось тем, что монитор «Текумсе», пытаясь отогнать неприятельский броненосец от «Хартфорда», подорвался на минах и затонул.
Вслед за этим, «Теннесси» попытался атаковать винтовой шлюп «Бруклин», но снова не смог этого сделать из-за малой скорости и плохой маневренности. Продолжая двигаться вдоль построения северян, «Теннесси» в третий раз попытался таранить, выбрав жертвой корвет «Ричмонд», но снова промахнулся мимо цели. Более того, пытаясь протаранить корабль «Лаксавана» и не рассчитав дистанции, броненосец конфедератов выскочил прямо на фарватер, и сам подвергся таранной атаке со стороны канонерской лодки «Монохагела». Удар, нанесённый под слишком острым углом, не нанёс «Теннесси» особого вреда. Пытаясь вернуться к форту Морган, броненосец обстрелял канонерскую лодку «Оссипи» и попытался атаковать канонерку «Онеида», но был отогнан подошедшим монитором «Виннебаго».
Несмотря на все усилия, Бьюкенен не сумел помешать прорыву флота северян мимо форта Морган. Прорвавшись, Фаррагут выполнил свою задачу: он изолировал Морган и другие островные форты от снабжения с материка, тем самым обрекая их на неминуемую капитуляцию. Хотя «Теннесси» все ещё находился на ходу и представлял опасность, Фаррагут собирался уничтожить его ночной атакой мониторов. Однако, Бьюкенен по неизвестной причине оставил свою позицию у форта Морган, и направился навстречу северянам, видимо, пытаясь прорваться мимо них в порт Мобил.
Как только «Теннесси» вышел из-под прикрытия орудий форта, Фаррагут немедленно атаковал его сначала быстроходными деревянными кораблями, а затем мониторами. Деревянные корабли несколько раз пытались таранить «Теннесси», но не нанесли ему особого вреда, и сами значительно больше пострадали от выстрелов броненосца. Однако, затем к действию подключились мониторы: большой монитор «Манхэттен» занял позицию перед «Теннесси» и открыл по нему огонь из своих тяжёлых орудий, в то время как речной двухбашенный монитор «Чикасо», зайдя с кормы, приблизился вплотную к броненосцу конфедератов и начал расстреливать его в упор. При этом, один из снарядов «Чикасо» перебил приводы руля «Теннесси», тем самым лишив конфедератов возможности маневрировать. Труба «Теннесси» была снесена, из-за чего его ход снизился ещё больше; броня его была проломлена в нескольких местах (хотя и не насквозь), и в конечном итоге от сотрясений заклинило ставни орудийных портов. Не имея больше возможности сопротивляться, капитан Джонстон капитулировал.

### Во флоте США
Захватив корабль, северяне после краткого ремонта включили его в состав американского флота. Теперь уже как USS «Теннесси», броненосец принимал участие в завершающих кампаниях против фортов Мобила в конце августа 1864 года. После того, как форты сдались, броненосец был переведен в Новый Орлеан и включен в состав Эскадрона Миссисипи (Mississippi River Squadron), осуществлявшего патрулирование реки и оборону от рейдов южан.
Вскоре после окончания войны, в августе 1865 года, «Теннесси» был разукомплектован и помещен в резерв в Новом Орлеане. Американский флот, испытывавший сильное послевоенное сокращение, не собирался сохранять в своем составе трофейные броненосцы, как правило, по конструкции не слишком удачные. Уже в 1867 году, «Теннесси» была исключена из списков флота и продана на лом. В настоящее время, две 178-мм и две 163-мм пушки корабля сохраняются как часть музейных экспозиций.

## Оценка проекта
Подобно практически всем броненосцам конфедератов, «Теннесси» не был удачным кораблем. Построенный недостаточно компетентными рабочими, в условиях острой нехватки ресурсов, он имел неудовлетворительные боевые характеристики даже для своих размеров. Главным недостатком корабля была неудовлетворительная скорость и плохая управляемость, что делало почти невозможным нанесение таранного удара. Артиллерийское вооружение «Теннесси» само по себе было недостаточно, чтобы играть решающую роль в сражении.
Единственным достоинством «Теннесси» была его защищённость; во время сражения в заливе Мобил, тяжёлые снаряды 380-миллиметровых гладкоствольных пушек северян раскалывали его броню, но застревали после этого в деревянной подкладке, не проходя насквозь. Однако, в этой защите был критический изъян — незащищённые приводы руля. В целом, «Теннесси» не был адекватен поставленным перед ним задачам, и не имел хороших шансов в бою с мониторами северян, что и показал его захват.